# キカイダー01 THE ANIMATION
『キカイダー01 THE ANIMATION』（キカイダーゼロワン ジ アニメーション）は2001年から2002年に製作された日本のOVA作品。石ノ森章太郎の漫画『人造人間キカイダー』の後半部分のアニメ化作品であり、2000年から2001年に製作されたテレビアニメ『人造人間キカイダー THE ANIMATION』の続編。
全4話だが、2003年発売のDVD-BOX版では更なる続編である短編『ギターを持った少年 -キカイダーVSイナズマン-』が追加された。
本作は、特撮作品である『キカイダー01』のアニメ化作品ではない。結末を含め漫画版『キカイダー』の01登場後のストーリーに大筋では沿っているが、ビジンダーの末路など、アニメオリジナルの要素も含まれている。

## ストーリー
秘密結社ダークの野望を砕き独り旅をしていた人造人間キカイダーことジローは、謎のロボット軍団に襲われるアキラとリエ子に出会う。実はアキラは、ダークの首領プロフェッサー・ギルの息子で、ギルの残した最終兵器の秘密を握っていたために復活したハカイダーや謎の組織シャドウに狙われていたのだった。そしてアキラたちと古寺に逃げこんだジローは、そこでジロー以前に造られた人造人間キカイダー01・イチローと出逢う。

## 登場人物
ジロー / キカイダー
本作の主人公。
ダーク壊滅の旅の最中、シャドウに狙われるアキラとリエ子を助けたことから、兄イチロー、弟の零と合流。共にシャドウや新生ダークとの戦いに身を投じていく。
物語終盤で、ギルハカイダーによってイチローや零と同じく服従回路（イエッサー）を組み込まれるが、良心回路の抵抗で自我を保つ。さらに服従回路の影響で嘘がつけるようになり、ビジンダーを騙し拘束を抜け出す。そして操られた兄弟や黒幕のギルハカイダーを破壊、一連の騒動に決着をつけるが、人間と同じ「不完全な善」と「完全な悪」の二面性を持った「心」を持ったことゆえの苦しみを背負って、生きていくことになった。
良心回路については本作では「良心回路は何重にもガードされていた為、ギルハカイダーは取り外せなかった」とされている。
イチロー / キカイダー01（ゼロワン）
ジロー以前に光明寺博士が製作していた人造人間でジローの兄。
ジローと異なり良心回路を持たず、直情的かつ非常に好戦的。
最終的には服従回路を組み込まれ、ギルハカイダーの命令どおりに動く機械人形となってしまい、キカイダーのブラスターにより、キカイダー00共々破壊される。
愛機であるダブルマシーンは、ウィング部分が分離してカッターになったり、ミサイルを発射したりなど、特撮版以上の武装を施されている。
零（レイ） / キカイダー00（ダブルオー）
光明寺博士の設計図（劇中では素体と風天和尚は言っていた）を基に風天和尚が製作した第3のキカイダー。映像作品での登場はこれが初めてである。
イチロー同様に良心回路を持たないが、イチローと異なりクールな性格をしている。
最終的には服従回路で洗脳された末、キカイダーのブラスターで破壊された。
『KIKAIDER00』版同様にブローアップ機能を持ち、『ロボット刑事』を思わせる、大量の武装を体内に内蔵している。呼称はされないが、原作の必殺技である「十字撃ち（クロスラインショット）」や、『00』の「アークエンド」を連想させる技も使用する。
ミエ子 / ビジンダー
シャドウの人造人間。
特撮版の「ビジンダーレザー」のような光線や原作の「クレイジーアイ」（目から放射するが、DVD4巻では乳房部分から放射している）などの技を使用する。
姉妹ロボットであるリエ子との出会いで共鳴現象を起こした結果、ジローたちに付くが、服従回路を組み込まれてギルハカイダーの部下になる。しかし、リエ子の代わりに乳母ロボットとしてアキラを落ち着かせるように命令された際、リエ子の影響を受けてアキラを保護。シャドウナイトに撃たれ、大破しながらもアーマゲドンゴッドから脱出。風天和尚にアキラを託して力尽きる。
アキラ
リエ子と行動を共にする少年でプロフェッサー・ギルの息子。
両親の愛を知ることなく育ったことと父へのトラウマ、シャドウに狙われていることから心を閉ざしているが、リエ子とジローには心を開いていく。
最終兵器であるアーマゲドンゴッドを動かすための鍵とされ、恐怖と不安がアーマゲドンゴッドによる破壊に繋がってしまう。リエ子の遺志を継いだビジンダーに助け出された後、風天和尚とリエコに介抱される。
リエ子
アキラの保護者。
実はアキラの護衛をするために作られた乳母ロボットであるが、記憶は実在した人物の物をコピーしたものであり、自分がロボットであることを知らなかった。
電子頭脳がジローの良心回路と共鳴した結果、ジローに愛情が芽生えていた。戦いの最中でギルハカイダーに真実を突きつけられ、彼の攻撃でロボット形態に変身。姉妹ロボットだった、ビジンダーの叱咤でアキラを守るために戦うが、アキラのためにピノキオの絵本を取りに行った際、ギルハカイダーの銃で破壊される。
ロボット形態での武器は額から放つ光線。
風天和尚
山寺の和尚。
元ロボット工学者で光明寺博士の恩師。
リエコ
風天の孫娘。
救出されたアキラを介抱する。
服部半平、猿飛悦子
前作に続いて登場するが、出番は戦いが終わった後のみで台詞もない。
ギルハカイダー
プロフェッサー・ギルがハカイダー（サブロー）のボディを使って復活した姿。
特撮版と異なり、原作同様にギルの人格がハカイダーのボディを支配している。アーマゲドンゴッドが完成した後は、特撮版のシーン同様にマントを着用。
キカイダー兄弟に服従回路を埋め込むが、キカイダーだけは洗脳できず、彼の手で倒される。
レッドハカイダー、ブルーハカイダー、シルバーハカイダー
ダークの科学者たちによる量産型ハカイダーであり、ギルハカイダーと共にハカイダー四人衆として活動。
レッドハカイダーはミサイルボーガン、ブルーハカイダーは電磁鞭、シルバーハカイダーは電磁棒を武器としている。
連携攻撃やガッタイダーへの合体でキカイダーと01を苦しめるが、2人の連携でブルーハカイダーの脳はキカイダーのデンジエンドで潰され、残ったボディも01のサンライズビームで破壊され、ギルハカイダーに使えるパーツを渡し、シルバーハカイダーとレッドハカイダーは爆死した。
シャドウナイト
シャドウのロボット。
ハカイダー部隊と敵対するかに見えて、実はダーク再興を画策し、ギルハカイダーを首領として迎える。
特撮版で使用した目からの破壊光線の他、アームガンやビームサーベルなど多様な武器を使用する。
アキラを抱いて逃げようとするビジンダーを撃とうとして、ギルハカイダーに粛清された。
アーマゲドンゴッド
シャドウの最終兵器。
ダーク時代のギルが残していた土偶型巨大ロボットであり、アキラを心臓部に組み込むことで起動するようになっている。
目から放つ破壊光線スーパーノヴァ。機械の活動を停止させるESE砲を口から放ち、ロボットの動きを鈍らせた上での吸引。胴体から射出する大量のエイロボットを武器としている。
破壊活動の最中にアキラが不安定になったことから、アキラを一時的に切り離した後、キカイダーに動力室を破壊されて崩壊した。

## キャスト
- キカイダー01 / イチロー：森久保祥太郎
- キカイダー / ジロー：関智一
- キカイダー00 / 零：井上和彦
- ビジンダー / ミエ子：堀江美都子
- アキラ：秋田まどか
- リエ子：大原さやか
- 風天和尚：永井一郎
- ギルハカイダー：小川真司
- レッドハカイダー：宇垣秀成
- シルバーハカイダー：遠近孝一
- ブルーハカイダー：鈴木琢磨
- シャドウナイト：渡部猛
- ザダム：麦人
- 部下、報道アナ：尾形雅宏
- 兵士：フルヤミツアキ
- 操縦士：関根一則
- リエコ[2]：小島めぐみ

## スタッフ
- 原作：石ノ森章太郎
- エグゼクティブプロデューサー：小野寺章、勝股英夫
- 企画監修：河野達典
- 企画協力：小山仁一郎、前田保、児玉恭司
- 脚本：根元歳三、大西信介
- スーパーバイザー：早瀬マサト
- キャラクターデザイン：紺野直幸
- 美術監督：岡田有章
- 色彩指定：友野亜紀子、川崎アイ子
- 撮影監督：長牛豊
- 編集：田熊純
- 音楽：和田薫
- 音楽監督：中武敬文
- 録音演出：井上和彦
- 効果：野口透
- 録音調整:安藤徳哉
- 録音助手:椎原操志
- 録音スタジオ:スタジオごんぐ
- 録音プロデューサー:藤沼亜季
- 録音制作:楽音舎
- ラインプロデューサー：植田もとき、松元文一、久保田光俊
- プロデューサー：岩上敦宏
- 監督：元永慶太郎
- アニメーション制作：RADIX、スタジオOX
- 協力：東映
- 製作協力：バンダイ
- 製作：SME・ビジュアルワークス

## タイトルリスト
各巻にサブタイトルは存在しない。
1. VOL.1 2001年11月21日発売
2. VOL.2 2001年12月19日発売
3. VOL.3 2002年01月23日発売
4. VOL.4 2002年03月20日発売

- キカイダー01 THE ANIMATION/RE-EDITION  - VOL.1 - 4の再編集版
  - 前編 2006年12月20日発売
  - 後編 2006年12月20日発売
- コレクターズDVD-BOX 2003年9月18日発売

## ギターを持った少年 -キカイダーVSイナズマン-
『キカイダー01 THE ANIMATION/RE-EDITION』とともにコレクターズDVD-BOXに収録されている作品。石ノ森章太郎の漫画『イナズマン』にジローが出演した「ギターを持った少年」を原作としている。ただし、原作ではゲストだったジローを主人公として物語を再構成しており、結末も異なる。
2008年3月24日、NHK衛星第2の『とことん！ 石ノ森章太郎』においてTV初放映。

### 登場人物
風田サブロウ / イナズマン / サナギマン
イナズマンへの変身能力を持つ、新人類（ミュータント）の少年。
変身能力以外にも様々な超能力が使える。超能力を持たない人類を滅ぼそうと企む、新人類帝国の超能力者たちと戦っている。
超能力者であり、新人類から狙われていることからイツツバンバラに操られたジローに襲われたが、超能力を使わずに最終的に自我を取り戻させた（自分の心と向き合わせるように手助けをしたとも取れる描写があり、解釈が分かれている）。その後は再び行方を眩ましたジローを追う探偵の服部に「ジローは再びあなたたちのもとへ戻ってくる」と伝えた。
特撮版では渡五郎（わたり ごろう）という大学生であったが、本作では原作漫画版に準じて、中学生の風田サブロウがイナズマンの変身者である。
ジロー / キカイダー
不完全な良心回路（ジェミニィ）に悩む人造人間の少年。
過去に悪に従うようになる回路、服従回路（イエッサー）を体内に埋め込まれており、人間と同じ「善」と「悪」の「心」を持つ。シャドウとの最終決戦で兄弟、仲間を「殺した」トラウマから来る心の脆さに漬け込まれ、イツツバンバラに操られサブロウを狙うこととなる。その後、自身の強い思いによって意識を取り戻しイツツバンバラを撃退。サブロウたちのもとから去り、再び孤独の旅に出た。
原作では顔が透けて内部メカが見えたのみでキカイダーへのチェンジは行わず、ギターに仕込んだマシンガンを武器にしているが、本作ではチェンジする。
ミヨッペ
サブロウの同級生。
幼馴染で家が近所のサブロウを慕っているが、戦っている現状ゆえにあまり相手にされない。
帰宅途中、川原で一人黄昏ていたジローと出会い、相談に乗ってあげようと努め、その際に言った「大事なのは自分の気持ち」という何気ない一言が、ジローが洗脳を解く鍵となった。映画鑑賞が趣味である模様。
揮大坊玲次郎
超能力と剣術を融合させた、ESP剣法を得意とするサブロウの仲間。
寺の住職の息子で竹刀を携帯。
かつては新人類の一員であったが、サブロウとの戦いで改心した。原作より若干クールに描かれている。
コング大王
怪力を活かした空手技と超能力を兼ねて戦うサブロウの仲間。本名は原作でも言明されず。
ごつい風貌と裏腹に犬が苦手。揮大坊と同じく、サブロウとの戦いで改心した超能力者の1人。原作よりやや暴力的。なお、揮大坊とコング大王は高校生である。
服部半平
かつて悪の組織ダークに立ち向かうジローたちの協力者で一人彷徨うジローを追っているへっぽこ探偵。
ジロー捜索中に偶然戦っていたサブロウたちを目撃し、後を付回すがサブロウの超能力で散々な目に合う。原作の本エピソードには未登場。最後はサブロウたちのことやジローと再会した記憶をサブロウの超能力で消される。
オリュウ
超能力を得意とするミヨッペの妹。飼い犬の八五郎に跨って行動。川原で黄昏ていたジローと出会っている。
原作では超能力者かどうかは曖昧だったが、本作では明らかに超能力者だと分かる描写がある。
イツツバンバラ
特撮版シリーズに登場した新人類の怪人。序盤で揮大坊、コング大王と戦い追い詰めたが、イナズマンの攻撃を受け逃亡。
ジローのギターに擬態して服従回路に苦しむジローを操った。また、特撮版になかった粘液状に体を変化させる能力を持つ。最後は正気を取り戻したキカイダーの電磁エンドによって倒される。
イチロー / キカイダー01
かつて弟のジローに零（レイ） / キカイダー00と共に破壊された人造人間。ジローの脳裏に亡霊として表れ、ジローに心を捨てて「ただの機械」に戻ることを勧めた。
だがジローは、心を失えば苦しみは消えるが、イチローと零（レイ）、ミエ子 / ビジンダーとリエ子、マサルとミツ子への気持ちまでもが消えてしまうため、戻れないという。
光明寺ミツ子、光明寺マサル
ジローと服部のかつての仲間で、かつてジローとイチローの2人の人造人間を作り上げた光明寺博士の娘とその弟。エンディングのみに登場。

### キャスト
- 風田サブロウ / イナズマン：山口勝平
- ジロー / キカイダー：関智一
- ミヨッペ：吉田小百合
- 揮大坊玲次郎：高木渉
- コング大王：長嶝高士
- オリュウ：かないみか
- 少年：加藤ひとみ
- イチロー / キカイダー01：森久保祥太郎
- 服部半平：キートン山田

### スタッフ
- 原作：石ノ森章太郎
- 監督：紺野直幸
- 脚本：大西信介
- 脚本協力：村枝賢一
- 音楽：見岳章[3]、和田薫
- スーパーバイザー：早瀬マサト
- エグゼクティヴ・プロデューサー：小野寺章
- アニメーション制作：RADIX、スタジオOX
- 協力：東映
- 製作協力：バンダイ
- 製作：アニプレックス